# Голт, Майкл
Майкл Голт (англ. Michael Gault; род. 15 апреля 1983, Лисберн) — североирландский футболист, который в настоящее время тренирует команду «Линфилда» до 18 лет. Ранее он руководил клубом Футбольной лиги Среднего Ольстера «Баллимакэш Рейнджерс».

## Карьера игрока

### Клубная карьера
Голт родился в Лисберне, начал свою карьеру в «Линфилде» в сезоне 2001/02. В апреле 2003 года он подписал профессиональный контракт на три с половиной года, продлевал срок действия в мае 2006 года, мае 2009 года и марте 2012 года. После последнего продления Голт, который был капитаном клуба, утратил статус профессионального футболиста.
Он покинул «Линфилд» в мае 2014 года, подписав контракт с «Портадауном» в конце того же месяца. В сезоне 2015/16 он получил 21 жёлтую карточку в 29 играх. В январе 2016 года было объявлено, что он покинет клуб летом после подписания предварительного соглашения с «Крусейдерс».
В июле 2019 года Майкл Голт был назначен играющим тренером клуба футбольной лиги Среднего Ольстера «Баллимакэш Рейнджерс».
Майкл провёл 17 матчей за «Баллимакэш Рейнджерс», а в августе 2020 года завершил карьеру игрока, чтобы сосредоточиться на тренерской работе.

### Международная карьера
Голт дебютировал на международной арене в товарищеском матче против Грузии в марте 2008 года (победа 4:1); в том же матче на международной арене дебютировал также Майкл О’Коннор. В октябре 2008 года Голт был вызван в сборную Северной Ирландии на матч отбора на чемпионат мира 2010 против Сан-Марино, но так и не вышел на поле.

## Тренерская карьера
Майкл Голт делал свои первые шаги как тренер в июле 2019 года, когда возглавил «Баллимакэш Рейнджерс».
Голт ушёл из спорта в августе 2020 года, с этого момента исполнял только тренерские функции. В своём первом сезоне, который был завершен досрочно в марте 2020 года из-за пандемии COVID-19, Голт привёл свою команду к финишу на втором месте в промежуточном дивизионе А футбольной лиги Среднего Ольстера.
Голт покинул «Баллимакэш Рейнджерс», чтобы возглавить юношескую команду «Линфилда» до 18 лет.

## Личная жизнь
В 2003 году Голт изучал компьютерные науки в Ольстерском университете, а к 2006 году он получил образование в области спортивных наук в их кампусе в Джорданстауне.